# 2017년 리고피아노 눈사태

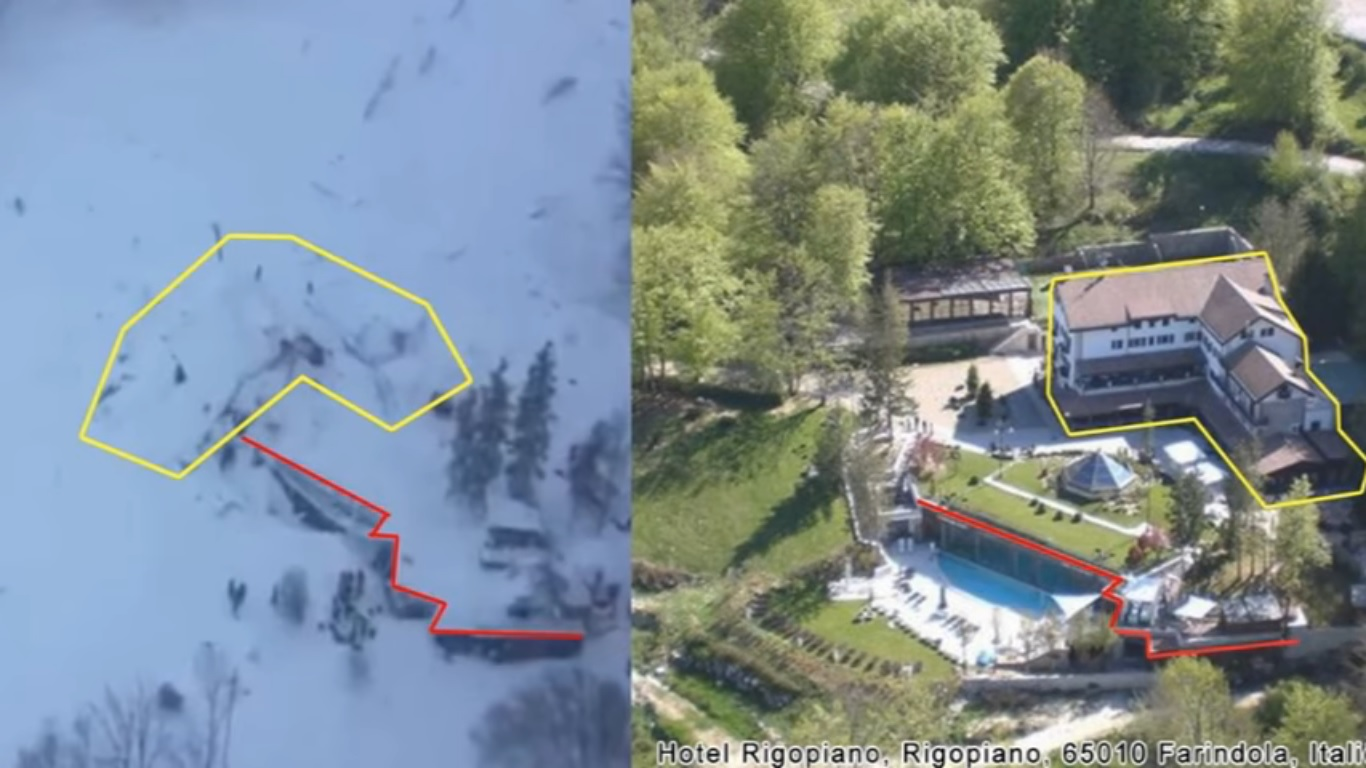
눈사태가 일어난 후 매몰된 호텔(왼쪽)과 일어나기 전 호텔(오른쪽)

2017년 리고피아노 눈사태는 2017년 1월 18일 이탈리아 아브루초주 페스카라현 파린돌라 리고피아노에서 발생한 눈사태이다. 이 눈사태는 1월에 이탈리아 중부에서 발생한 지진에 의한 것으로, 눈사태로 호텔 리고피아노(Hotel Rigopiano)를 덮쳤다. 이 사고로 호텔에 있던 사람 중 최소 6명이 사망하고 11명이 부상당했으며, 23명이 실종당했다.

## 같이 보기
- 2017년 1월 유럽 한파